# Phreatoicopsis
Phreatoicopsis är ett släkte av kräftdjur. Phreatoicopsis ingår i familjen Phreatoicopsidae.
Kladogram enligt Catalogue of Life:
| Phreatoicopsis | \| \| Phreatoicopsis raffae \| \| \| \| \| \| Phreatoicopsis terricola \| \| \| \| |
|                | \| \| Phreatoicopsis raffae \| \| \| \| \| \| Phreatoicopsis terricola \| \| \| \| |
|                | Protamphisopus                                                                     |
|                |                                                                                    |
|                | Synamphisopus                                                                      |
|                |                                                                                    |
|                | Phreatoicopsis raffae                                                              |
|                |                                                                                    |
|                | Phreatoicopsis terricola                                                           |
|                |                                                                                    |

|  | Phreatoicopsis raffae    |
|  |                          |
|  | Phreatoicopsis terricola |
|  |                          |